# 爆破王
爆破王（ばくはおう）は、超花火プロレスが管理、認定している王座。

## 歴史
2014年12月16日、大仁田厚が創設を発表。タイトルマッチは電流爆破デスマッチで行われる。チャンピオンベルトのプレートには御影石が使われており、大仁田は「地獄に一番近いという意味で墓石を使用した」とコメント。
1月23日、大阪府立体育会館第2競技場大会メインで初代爆破王決定戦として大仁田と高山善廣が対戦し、高山が初代王座についた。
大仁田は初代爆破王を逃したものの、一度防衛戦の相手として指名されていたTARUに土下座して挑戦権を譲ってもらい、3月21日に博多スターレーン大会でリベンジを達成、悲願の戴冠を果たした。
タッグマッチで王座が懸けられることもあるが、この場合は王者が直接勝利した場合のみ防衛、パートナー含め他選手が直接勝利した場合はその選手が新王者となる。5月23日に大田区総合体育館大会の大仁田&長与千種組対TARU&ダンプ松本組のミクスドタッグマッチにもベルトが懸けられた。当初勝者チームを爆破王に認定するとしていたが、大仁田の防衛と扱われ、その場で「爆破王タッグ」創設が発表された。

## 歴代王者
| 歴代  | 選手     | 戴冠回数 | 防衛回数 | 獲得日付      | 獲得場所 （対戦相手・その他）      |
| ----- | -------- | -------- | -------- | ------------- | ---------------------------------- |
| 初代  | 高山善廣 | 1        | 0        | 2015年1月23日 | 大阪府立体育会館第2競技場 大仁田厚 |
| 第2代 | 大仁田厚 | 1        | 2        | 2015年3月21日 | 博多スターレーン                   |
| 第3代 | TARU     | 1        | 0        | 2015年9月5日  | 大阪府立体育会館第2競技場          |
| 第4代 | 大仁田厚 | 2        | 1        | 2016年2月21日 | 神戸サンボーホール                 |
| 第5代 | 船木誠勝 | 1        | 1        | 2016年7月24日 | 大阪府立体育会館第2競技場          |
| 第6代 | 大仁田厚 | 3        | 0        | 2017年2月26日 | 八王子市総合体育館                 |
| 第7代 | 田中将斗 | 1        | 0        | 2017年9月24日 | 名古屋国際会議場イベントホール     |
| 第8代 | 宮本裕向 | 1        | 1        | 2017年11月3日 | カルッツかわさき                   |
| 第9代 | TARU     | 2        | 0        | 2018年8月5日  | 川崎競馬場 2023年6月20日剥奪       |